# Tabiona
Tabiona è una città degli Stati Uniti d'America, situata nello Stato dello Utah, nella Contea di Duchesne.